# Фултон (округ, Пенсильвания)
Округ Фултон (англ. Fulton County) располагается в штате Пенсильвания, США. Официально образован 19 апреля 1850 года. По состоянию на 2010 год, численность населения составляла 14 845 человека.

## География
По данным Бюро переписи США, общая площадь округа равняется 1134,421 км2, из которых 1134,421 км2 суша и 0,000 км2 или 0,110 % это водоемы.

## Население
По данным переписи населения 2000 года в округе проживает 14 261 жителей в составе 5 660 домашних хозяйств и 4 097 семей. Плотность населения составляет 13,00 человек на км2. На территории округа насчитывается 6 790 жилых строений, при плотности застройки около 6,00-ти строений на км2. Расовый состав населения: белые — 98,25 %, афроамериканцы — 0,66 %, коренные американцы (индейцы) — 0,20 %, азиаты — 0,11 %, гавайцы — 0,01 %, представители других рас — 0,04 %, представители двух или более рас — 0,72 %. Испаноязычные составляли 0,36 % населения независимо от расы.
В составе 31,70 % из общего числа домашних хозяйств проживают дети в возрасте до 18 лет, 59,50 % домашних хозяйств представляют собой супружеские пары проживающие вместе, 8,20 % домашних хозяйств представляют собой одиноких женщин без супруга, 27,60 % домашних хозяйств не имеют отношения к семьям, 24,00 % домашних хозяйств состоят из одного человека, 10,60 % домашних хозяйств состоят из престарелых (65 лет и старше), проживающих в одиночестве. Средний размер домашнего хозяйства составляет 2,50 человека, и средний размер семьи 2,95 человека.
Возрастной состав округа: 24,60 % моложе 18 лет, 7,60 % от 18 до 24, 28,40 % от 25 до 44, 25,00 % от 45 до 64 и 25,00 % от 65 и старше. Средний возраст жителя округа 38 лет. На каждые 100 женщин приходится 100,10 мужчин. На каждые 100 женщин старше 18 лет приходится 98,60 мужчин.